# Avenue des Peupliers
Ne doit pas être confondu avec Place des Peupliers, Rue des Peupliers (Paris) ou Square des Peupliers.
L'avenue des Peupliers est une voie privée de la villa Montmorency dans le 16e arrondissement de Paris, en France.

## Situation et accès
L'avenue des Peupliers est une voie privée située dans la villa Montmorency qui débute au 12, rue Poussin et se termine au 93, boulevard de Montmorency et 2, avenue des Sycomores.

L'avenue, au sud de la villa Montmorency.

## Origine du nom
Cette voie doit son nom au fait qu'elle était plantée de peupliers.

## Historique
Cette voie est ouverte sur le domaine où se trouvait autrefois le château de Boufflers et son parc, vendus en 1852 afin de permettre l'aménagement de la gare d'Auteuil et de la villa Montmorency voisine,.

## Bâtiments remarquables et lieux de mémoire

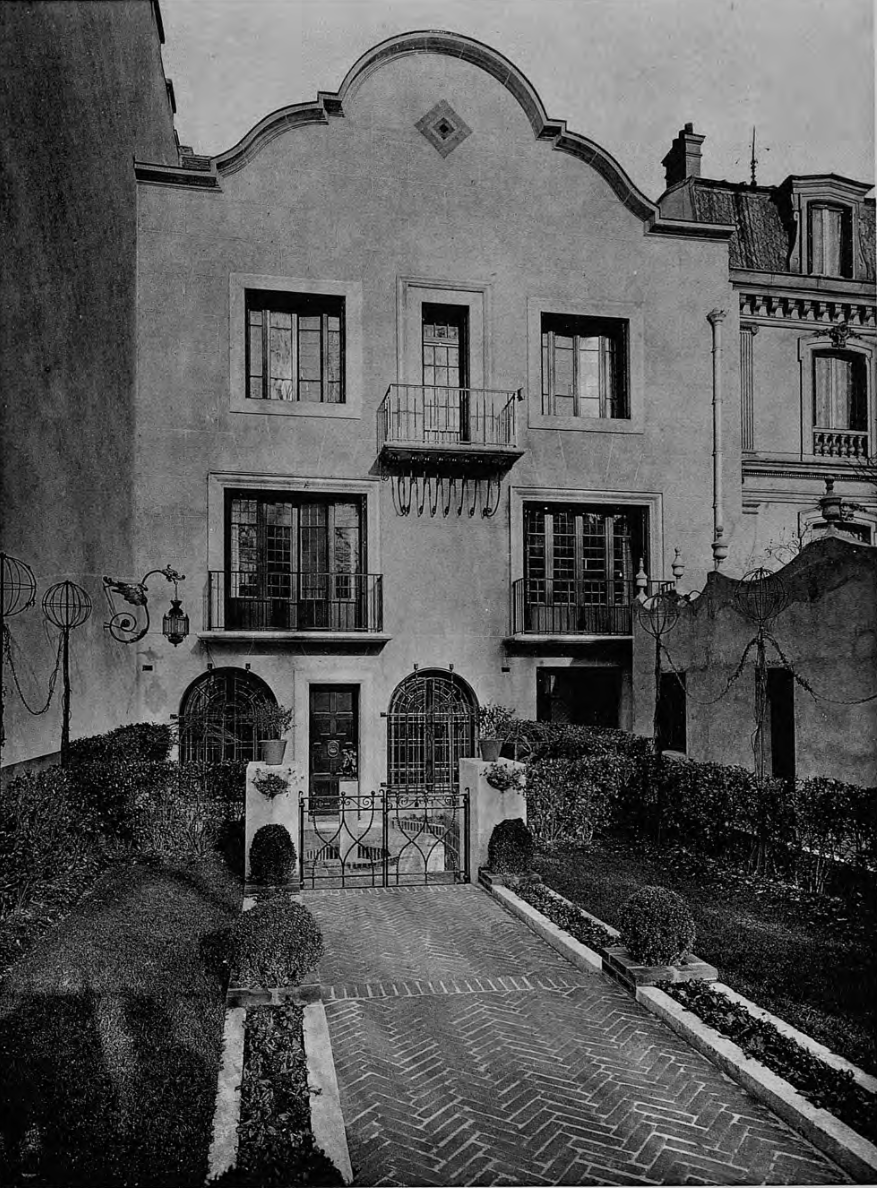
Hôtel particulier de Madame de Rodriguez, avenue des Peupliers, en 1926.

- No 17 : le producteur Dominique Ambiel y est locataire d'un appartement au rez-de-chaussée. L'actrice Isabelle Adjani a habité le même immeuble, au troisième étage, entre 2003 et 2005[4].
- La rue abrite l'hôtel particulier de la Bégassière, construit par l'architecte Jean Ginsberg.